# آن نيكولز
آن نيكولز (بالإنجليزية: Anne Nichols)‏ هي كاتِبة وكاتبة سيناريو وكاتبة مسرحية وممثلة أمريكية، ولدت في 26 نوفمبر 1891، وتوفيت في 15 سبتمبر 1966 في إنغلوود كليفس ‏ في الولايات المتحدة بسبب نوبة قلبية.

## وصلات خارجية
- آن نيكولز على موقع IMDb (الإنجليزية)
- آن نيكولز على موقع قاعدة بيانات برودواي على الإنترنت (الإنجليزية)
- آن نيكولز على موقع قاعدة بيانات الفيلم (الإنجليزية)